# Joel Haugard
Joel A:son Haugard, född 12 april 1892, död 13 februari 1949, var en svensk tidningsman och författare. 
Joel Haugard var född i Askersund och verkade efter universitetsstudier vid Uppsala universitet som redaktör för Askersunds tidning 1913–1947. Han framträdde först som författare av ett par romaner, Ann Dayot (1918) och Syskonen Karel (1920), samt novellsamlingarna Porträttet (1925) och utgav senare en rad lokalhistoriska böcker, bland vilka märks Om Vättern (2 band, 1922–1929), Askersundiana (1940), Promenader i en liten stad (1942), Några blad ur Askersunds äldsta domböcker (1943), En belgiska gruva vid norra Vättern (1944), Från 1700-talets Askersund (1946) och Gustaf Kierman, ett fantastiskt levnadsöde under frihetstiden (1947).  Han avlade studentexamen 1910.